# Halcali

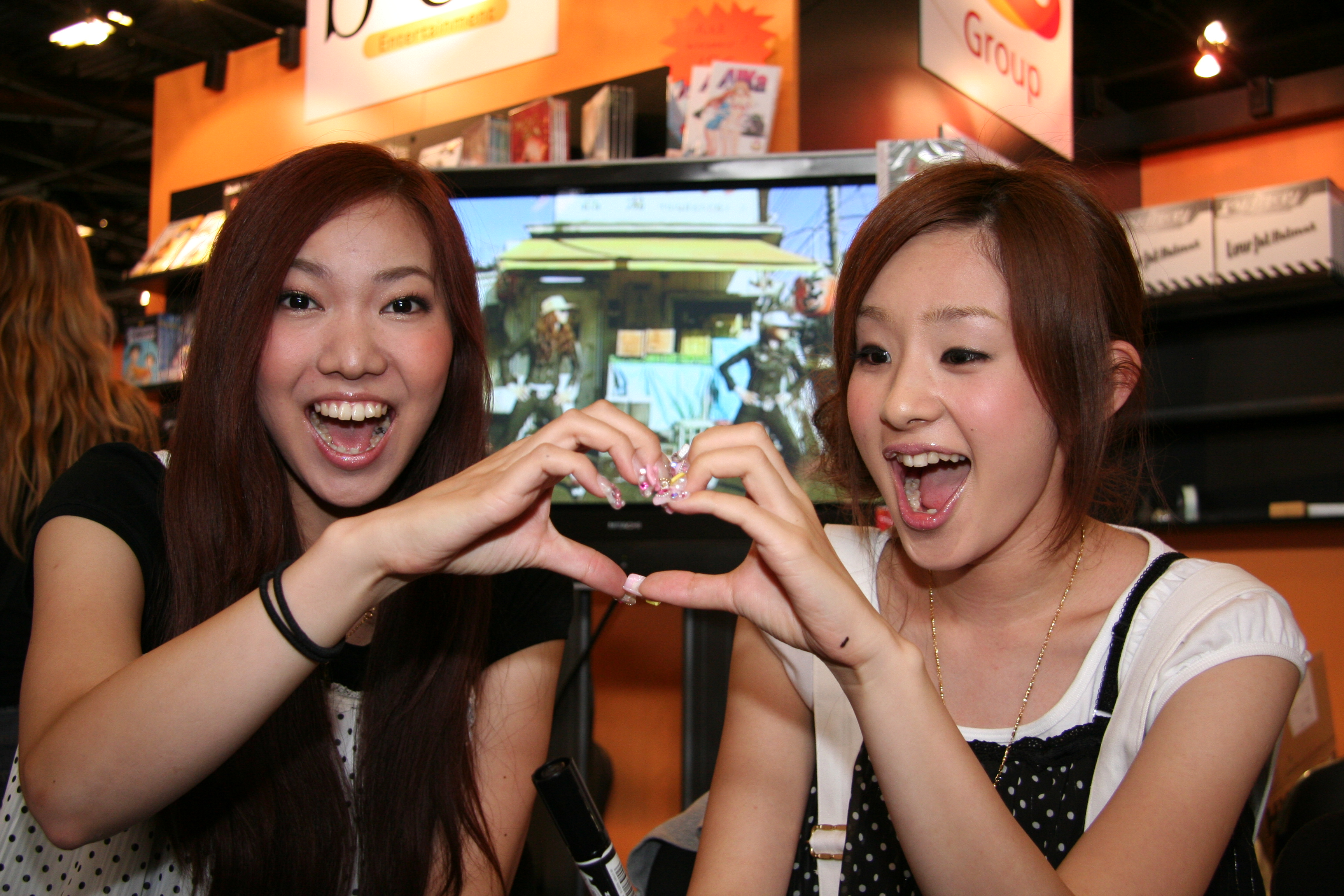
Halcali auf der Japan Expo 2007

Halcali ist ein japanisches Hip-Hop-Duo. Der Name der Gruppe entstand aus der Zusammensetzung der Vornamen der beiden Mitglieder, die sich auf der Bühne Halca und Yucali nennen.
Halca wurde als Haruka am 21. April 1988 und Yucali als Yukari am 18. Juli 1987 geboren.

## Geschichte
Das Duo entstand als Rip Slyme die beiden bei Talentwettbewerben, die bei Meguro stattfanden, auswählte und aus ihnen eine neue Gruppe formte. Ihr Debütalbum  Halcali Bacon enthielt Songs mit japanischen Pop-Sängern als Gastsängern und verkaufte sich nicht besonders gut. 
Im Gegensatz zu diesem ist ihr zweites Album Ongaku no Susume (dt. Musikempfehlung) musikalisch vielseitiger. Es ist eine Mischung aus poppigen Melodien, Hip-Hop-Beats, Gesang und Rap. Trotz allem gab es Kritik, dass Halcalis Alben mit rein kommerziellen Absichten produziert wurden und nur versuchen, Käufer zu gewinnen, was allen, in gewisser Weise gecasteten Gruppen gerne vorgeworfen wird. Halcalimix, erschienen im Frühling 2005, ist eine Sammlung von Remixes von Halcali-Songs.

## Halcalism
Halcalism ist ein Kunstwort, das von Halcali in ihren Liedern benutzt wird. Zum Beispiel ist Candy Hearts ein Halcalism, der sich auf Rendezvous und Diäten bezieht.

## Bezüge
- Bezüge in Halcali-Songs
- Mehrere Bezüge auf Al Pacino.
- Bezug auf Eminem in Otsukare Summer. „…I’m asleep; an Eminem song is playing next to you“
- Bezug auf Public Enemy in Marching March. „…iwanai-iwanai don’t believe the hype“
- Bezug auf Dragon Ball Z in Giri-Giri Surfrider. „…burnin’ hot summer Super Saiya“ (Saiyajin)

- Bezüge in Halcali-Videos
- Super Mario Bros. (Stage 1-1) (Tandem)
- Stepper’s Delight von Rip Slyme. (Electric Sensei)
- Automatic von Utada Hikaru. (Tandem)
- Michael Jacksons Beat It -Video. (Giri-Giri Surfrider)

## Diskografie

### Alben
| Jahr | Titel                          | Höchstplatzierung, Gesamtwochen, AuszeichnungChartsChartplatzierungen (Jahr, Titel, Platzierungen, Wochen, Auszeichnungen, Anmerkungen) | Anmerkungen                             |
| Jahr | Titel                          | JP | Anmerkungen                             |
| ---- | ------------------------------ | --- | --------------------------------------- |
| 2003 | ハルカリベーコン Halcali Bacon | JP— GoldJP | Erstveröffentlichung: 3. September 2003 |
| 2004 | 音楽ノススメ Ongaku no Susume  | — | Erstveröffentlichung: 24. November 2004 |
| 2005 | ハルカリミックス Halcalimix    | — | Erstveröffentlichung: 16. März 2005     |
| 2007 | サイボーグ俺達 Cyborg Oretachi | JP49 (3 Wo.)JP | Erstveröffentlichung: 18. Juli 2007     |
| 2010 | Tokyo Groove                   | JP20 (6 Wo.)JP | Erstveröffentlichung: 26. Mai 2010      |
| 2011 | Tokyo Connection               | JP67 (2 Wo.)JP | Erstveröffentlichung: 9. Februar 2011   |
| 2012 | Halcali no Okawari             | JP42 (3 Wo.)JP | Erstveröffentlichung: 30. Mai 2012      |

### Singles
| Jahr | Titel Album                                    | Höchstplatzierung, Gesamtwochen, AuszeichnungChartsChartplatzierungen (Jahr, Titel, Album, Platzierungen, Wochen, Auszeichnungen, Anmerkungen) | Anmerkungen                                                      |
| Jahr | Titel Album                                    | JP | Anmerkungen                                                      |
| ---- | ---------------------------------------------- | --- | ---------------------------------------------------------------- |
| 2003 | タンデム Tandem –                              | — | Erstveröffentlichung: 8. Januar 2003                             |
| 2003 | エレクトリック先生 Electric Sensei –           | — | Erstveröffentlichung: 9. April 2003                              |
| 2003 | ギリギリ・サーフライダー Giri-Giri Surfrider – | — | Erstveröffentlichung: 9. Juli 2003                               |
| 2003 | ストロベリーチップス Strawberry Chips –        | — | Erstveröffentlichung: 26. November 2003                          |
| 2004 | マーチングマーチ Marching March –              | — | Erstveröffentlichung: 9. Juni 2004                               |
| 2004 | Baby Blue! –                                   | — | Erstveröffentlichung: 20. Oktober 2004                           |
| 2005 | Tip Taps Tip –                                 | JP27 (7 Wo.)JP | Erstveröffentlichung: 7. Dezember 2005                           |
| 2006 | Twinkle Star –                                 | JP104 (2 Wo.)JP | Erstveröffentlichung: 22. Februar 2006                           |
| 2006 | Look –                                         | JP82 (2 Wo.)JP | Erstveröffentlichung: 13. Dezember 2006                          |
| 2007 | (桃源郷 / Lights, Camera. Action!) Tōgenkyō –  | JP87 (3 Wo.)JP | Erstveröffentlichung: 14. März 2007                              |
| 2007 | It’s Party Time! –                             | JP139 (1 Wo.)JP | Erstveröffentlichung: 20. Juni 2007                              |
| 2008 | Long Kiss Good Bye –                           | JP53 (4 Wo.)JP | Erstveröffentlichung: 12. November 2008                          |
| 2009 | Re:やさしい気持ち Re:Yasashii Kimochi –        | JP63 (2 Wo.)JP | Erstveröffentlichung: 11. Februar 2009                           |
| 2009 | Konya wa Boogie Back –                         | JP— Platin (Digital) + Gold (Downloads)JP | Erstveröffentlichung: 16. September 2009 mit Tokyo No.1 Soul Set |
| 2010 | Endless Night –                                | JP129 (1 Wo.)JP | Erstveröffentlichung: 27. Januar 2010                            |
| 2010 | 浪漫飛行 –                                     | JP103 (1 Wo.)JP | Erstveröffentlichung: 15. September 2010                         |

## In Naruto Shippuuden
Halcali produzierte für die Animeserie Naruto Shippuuden den Song "Long Kiss Good Bye", der an jedem Ende der Folgen 78 bis 90 mit einem Clip von Naruto gespielt wird.